# Mamenchisaurus sinocanadorum
Mamenchisaurus sinocanadorum (zh. "reptil de Mamenchi de China y Canadá") es una especie y tipo del género extinto Mamenchisaurus  de dinosaurio saurópodo mamenquisáurido que vivió a finales del período Jurásico, hace aproximadamente entre 163 a 157 millones de años, durante el Oxfordiense, en lo que hoy es Asia. Mamenchisaurus sinocanadorumpodría tener hasta 26 metros de largo, pero a estas especies solo les sobreviven esqueletos muy fragmentarios. Fue descrita en 1993, se conoce por restos provenientes del Bajio Junggar, Formación Shishugou, y esta especie poseía las costillas cervicales más largas descritas en un dinosaurio saurópodo, midiendo 4,1 metros. Estas son más largas que las mayores costillas cervicales del Sauroposeidon que median 3,42 metros. Restos adicionales atribuidos a esta especie, pero aún no descritos formalmente, pertenecen a uno de los dinosaurios más grandes conocidos: el esqueleto restaurado que mide 35 metros de longitud. La designación de la especie se refiere a la expedición sino-canadiense. El holotipo es el espécimen IVPP V10603, un cráneo con vértebras cervicales excavado en Xinjiang , en una capa de la formación Shishugou, después de un hallazgo de agosto de 1987 por Dong Zhiming.